# Dwunastu myśliwych
Dwunastu myśliwych (Die zwölf Jäger) – baśń opublikowana przez braci Grimm w 1812 roku w pierwszym wydaniu ich zbioru Baśni (tom 1, nr 67).

## Treść[1]
Pewien królewicz miał narzeczoną, którą bardzo kochał. Pewnego dnia otrzymał wiadomość, że jego ojciec jest umierający i prosi o jego przybycie. Królewicz pożegnał narzeczoną, obiecując rychły powrót i dając jej pierścień. Na miejscu okazało się, że umierający ojciec, zażądał od syna by poślubił inną królewnę. Królewicz przysiągł wypełnić jego wolę i kiedy król umarł – oświadczył się wskazanej przez niego dziewczynie. 
Porzucona poprzednia narzeczona była tym wstrząśnięta i załamana. Jej ojciec, chcąc ją pocieszyć, obiecał spełnić jej życzenie. Królewna poprosiła by zatrudnił na dworze jedenaścioro dziewcząt podobnych do niej. Gdy dziewczęta zjawiły się przed nią, królewna zażądała od nich, by przebrały się w stroje myśliwych. Sama również założyła taki strój. 
Potem wraz z towarzyszkami, przebranymi w męskie stroje udała się na dwór swojego dawnego narzeczonego, który obecnie był już królem. Zapytała króla, czy nie przyjąłby do służby dwunastu myśliwych. Król, który nie rozpoznał swojej narzeczonej w męskim stroju, a sądząc, że to mężczyźni, zgodził się ich wszystkich zatrudnić jako swych przybocznych królewskich myśliwych.
Król posiadał jednak mówiącego lwa o wielkiej mądrości, który poinformował króla, że to nie mężczyźni, tylko kobiety przebrane za mężczyzn. Król nie dał mu wiary, więc lew zaproponował by poddać ich próbie. Zasugerował królowi, by posypać przedpokój sali grochem, gdyż jak argumentował, mężczyźni stąpają twardo i groch ani drgnie, dziewczęta zaś drepczą i skaczą, tak że ziarna grochu rozsypią się na wszystkie strony. Próba nie udała się, gdyż dziewczęta, ostrzeżone przez jednego z królewskich sług, o planowanej próbie, stąpały twardo jak mężczyźni.  
Kolejną próbą, zaproponowaną przez lwa, było postawienie w przedsionku dwunastu kołowrotków. Lew liczył na to, że dziewczyny zaczną się nimi bawić i prząść, czego nie uczyni żaden mężczyzna. Jednak i tym razem dziewczyny zostały ostrzeżone o planowanej próbie i powstrzymały się przed ruszaniem kołowrotków.
Od tej pory król nabrał przekonania, że to jednak mężczyźni i przestał w cokolwiek wierzyć lwu, mimo jego zapewnień, że dziewczyny ktoś musiał ostrzec.
Z czasem król zaprzyjaźnił się z myśliwymi i często chodził z nimi na łowy. Kiedy jednak pewnego dnia przybyła aktualna narzeczona króla, jego poprzednia narzeczona przebrana za myśliwego padła na ziemię zemdlona. Król ruszył na pomoc ulubionemu myśliwemu i zauważył pierścień na jego palcu, który wcześniej dał swojej byłej. Wówczas rozpoznał ją i obiecał, że nie ożeni się z inną, tylko z nią. Odbyło się huczne wesele. Lew powrócił do królewskiej łaski, gdyż mówił prawdę.